# Пукара-де-Кітор

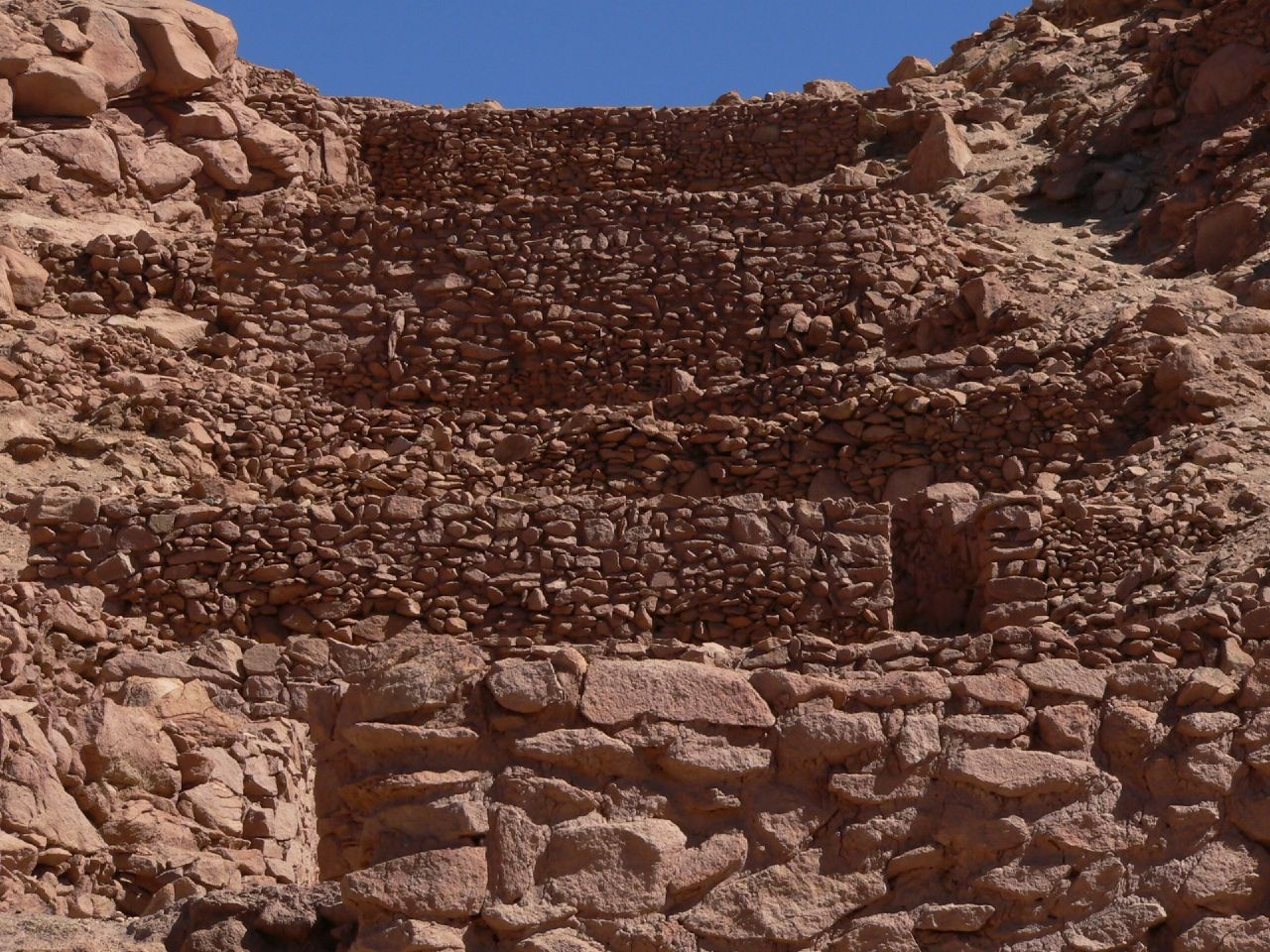
Частина комплексу зсередини

Пукара-де-Кітор (Pukará de Quitor або Pucará de Quitor — «фортеця Кітор») — доколумбове поселення та археологічна ділянка на півночі Чилі, за 3 км на північ від міста Сан-Педро-де-Атакама. Селище (Кітор, Quitor) відоме своєю кам'яною фортецею, що належить до 12 століття. З 1982 року має статус національного монумента.